# عزبة بشارة حنا
قرية عزبة بشارة حنا هي إحدى القرى التابعة لمركز شبراخيت في محافظة البحيرة في جمهورية مصر العربية. حسب إحصاءات سنة 2006، بلغ إجمالي السكان في عزبة بشارة حنا 644 نسمة، منهم 330 رجل و314 امرأة.